# Стадион Штадлер
Стадион Штадлер (мађ. Stadler Stadion), је вишенаменски стадион у Акастоу, Кишкереш, Мађарска. Стадион је домаћин је фудбалском клубу ФК Штадлер и има капацитет од 21.000 гледалаца.
Преласком ФК Штадлера у елитно такмичење 1994. године, указала се потреба за изградњом модернијег стадиона. Стадион је изграђен у месту Акасто (Akasztó), недалеко од Кишкереша (Kiskőrös). Својом изградњом Стадион Штадлер је постао један од најмодернијих стадиона у Мађарској. Изградња стадиона је трајала годину дана а отварање је било 1995. године са утакмицом између ФК Штадлер и ФК МОЛ Фехервар. Утакмици је присуствовало 10.000 гледалаца. Највећа посета на стадиону је била 24. јуна 1995. године када је гостовао Ференцварош, када је утакмици присуствовало 22.000 гледалаца.
После гашења ФК Штадлера, прво је ФК Газсер па онда ФК Дунаујварош су мењали домаћинства стадиона. Задња прволигашка утакмица је одиграна 2002. године између ФК Дунаујвароша и ФК Ференцвароша испред 5.000 гледалаца.